# Mont-Bonvillers
Mont-Bonvillers è un comune francese di 1 023 abitanti situato nel dipartimento della Meurthe e Mosella nella regione del Grand Est.

## Società

### Evoluzione demografica
Abitanti censiti